# Servicio de teleasistencia

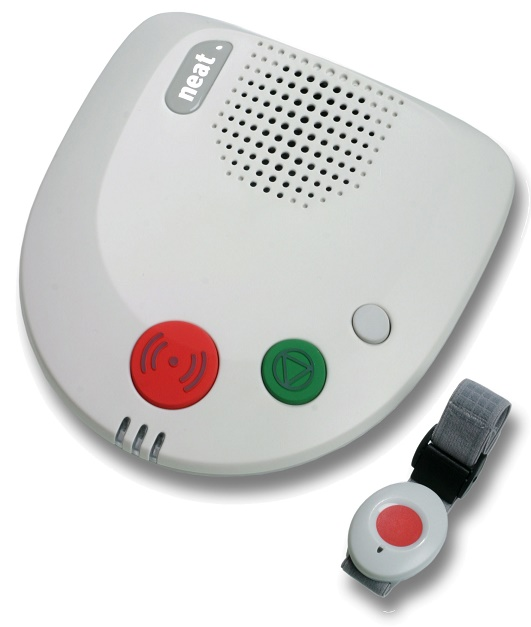
Pulsador y terminal de teleasistencia

La teleasistencia es un servicio, dirigido a personas mayores que viven solas o a personas con diversidad funcional, que permite pedir ayuda en caso de urgencia, desde el propio domicilio. Está constituido por un pulsador en forma de medallón o pulsera, que la persona lleva consigo permanentemente dentro del domicilio y un sistema de manos libres que permite la comunicación desde cualquier lugar de la casa con una centralita que está disponible 24 horas al día, y desde la cual se gestiona la llamada en función del motivo que la causa. Los servicios de Teleasistencia se inventaron durante los años 90 en Europa y más concretamente en los países nórdicos.
Así, al accionar el pulsador que la persona lleva consigo mientras permanece en el domicilio, una persona del centro de atención se pone en contacto con el usuario a través de un altavoz y un micrófono que permiten la comunicación entre ambos, con el fin de poner en funcionamiento los mecanismos necesarios para resolver la situación que generó la alarma.
Este servicio, ofrece, además de la atención ante urgencias, la comunicación con el usuario para recordarle citas (función de agenda) o para paliar situaciones de soledad.
Se trata de uno de los recursos incluidos en el catálogo de servicios ofrecidos por Ley de Promoción de la Autonomía Personal y Atención a las Personas en Situación de Dependencia (más conocida como ley de dependencia).

## Objetivos

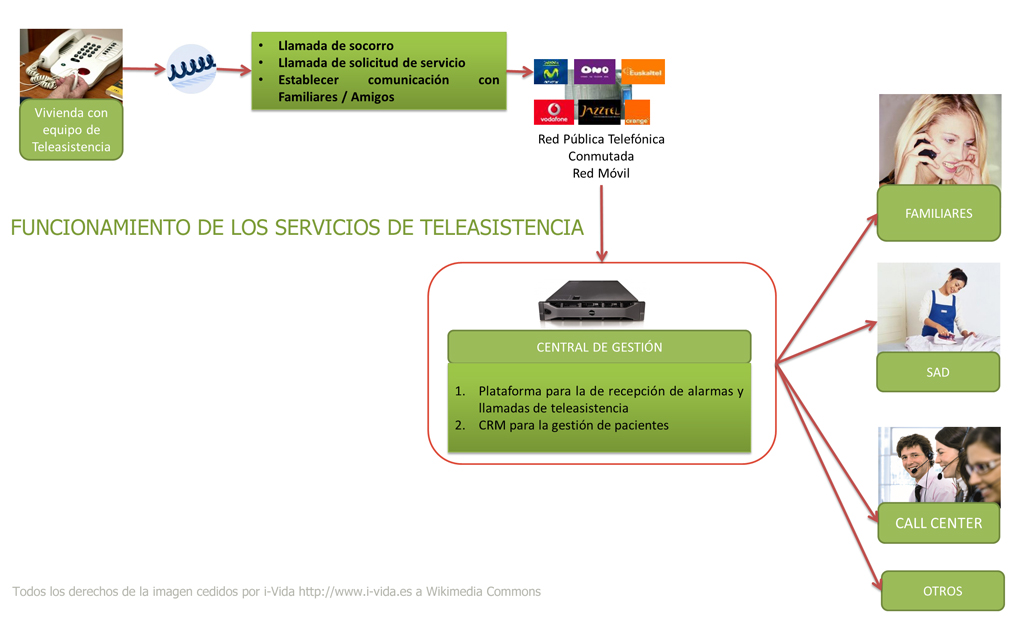

La idea era dar soporte a las necesidades de aquellas personas dependientes que demandaban una atención constante y/o una asistencia ágil en casos de urgencia en cualquier momento del día. Como quería prestarse a un número importante de personas era indispensable que estuviera basada en la tecnología de comunicación más extendida: el teléfono. Además fueron creados con una idea muy habitual en los países nórdicos: sencillo y que funcione.
De esta forma el teléfono y los terminales de teleasistencia se utilizan desde entonces como elementos para crear un hábitat que permita una ayuda remota a las personas mayores o dependientes que necesitan una asistencia ágil en su domicilio en situaciones de urgencia.

## Destinatarios
Los servicios de teleasistencia están destinados para personas con situaciones de dependencia permanente o temporal. Por ejemplo, personas con enfermedades crónicas o discapacidad, personas en situaciones de aislamiento geográfico, niños que están solos durante periodos de tiempo, personas en situaciones de posoperatorio, personas con los riesgos causados por la avanzada edad, víctimas de la violencia de género etc.

## Funcionamiento
Para la instalación de este dispositivo, es preciso disponer de teléfono fijo en el domicilio y la persona ha de ser capaz de utilizar el pulsador adecuadamente. Por ello es conveniente que no presente deterioro cognitivo o problemas que afecten a la correcta comunicación, por lo que se suele requerir la aportación del historial médico del usuario. Además, es necesario disponer de teléfonos de contacto de familiares que vivan cerca del domicilio o vecinos para poder avisarles en caso de emergencia. Con un terminal de teleasistencia domiciliaria conectado a la línea el usuario puede llamar para realizar una petición de ayuda desde el terminal o bien desde el control remoto que debe llevar consigo: un colgante o pulsera.
Desde un punto de vista operativo los servicios de teleasistencia consisten es un terminal que mediante un pulsador (colgante o muñequera), permite a una que persona sufre una emergencia lanzar una llamada de alarma. El terminal tiene dos botones (uno rojo y otro verde) configurados para realizar llamadas a los números que estén configurados.
Habitualmente el terminal se programa para llamar a la central de teleasistencia, la cual identifica la llamada, conoce los datos del usuario y según la emergencia avisa a familiares, médicos, ambulancias, etc.

## Prestatarios
Este servicio puede ser prestado por el sector público (por ejemplo, gobiernos regionales y ayuntamiento) de forma gratuita o mediante copago en función del grado de dependencia e ingresos. También hay organizaciones que los prestan de forma privada. El trabajo de teleoperador está considerado como un servicio sanitario importante puesto que debe dar una respuesta segura y rápida a ciertas circunstancias de emergencia. Este trabajo consiste en ofrecer apoyo telefónica, además de atender necesidades y demandas. Por ello, todas las personas que quieran trabajar en teleasistencia, ya sea teleasistencia a mayores o teleasistencia domiciliaria necesitan ciertas capacidades sociales, comunicativas o empáticas; por eso es primordial encontrar técnicos que puedan ejercer esta profesión teniendo estas habilidades y requisitos.